# Ivica Skelin
Ivica Skelin (Split, 19. rujna 1973.), hrvatski košarkaški trener i bivši košarkaš.
Trenersku karijeru započinje već s 28 godina. Radio je u inozemstvu: Belgiji (Verviers-Pepinster B.C.) te Spirou Charleroiju i Nizozemskoj (Donar). 2011. godine bio je pomoćnik Jošku Vrankoviću u hrvatskoj reprezentaciji, a onda Jasminu Repeši od 2012. do 2014. U studenome 2015. postaje trener Splita, a 15. rujna 2017. imenovan je izbornikom Hrvatske nakon debakla na EP 2017. i smjene Aleksandra Petrovića, čiji je također bio pomoćnik u reprezentaciji jednu godinu (2016. – 17.).
S Donarom u Nizozemskoj je osvojio dva prvenstva i kup, te je u dva navrata proglašen tamošnjim najboljim trenerom sezone.